# Tåsjö landskommun
Tåsjö landskommun var en tidigare kommun i Västernorrlands län.

## Administrativ historik
Kommunen inrättades den 1 januari 1863 i Tåsjö socken i Ångermanland när 1862 års kommunalförordningar trädde i kraft.
Kommunen förblev opåverkad vid kommunreformen 1952 men uppgick dock 1967 i Fjällsjö landskommun. Sedan 1974 tillhör området den då nybildade Strömsunds kommun i Jämtlands län.
Kommunkod 1952-1966 var 2227.

### Kyrklig tillhörighet
I kyrkligt hänseende tillhörde kommunen Tåsjö församling.

## Geografi
Tåsjö landskommun omfattade den 1 januari 1952 en areal av 1 056,80 km², varav 958,50 km² land.

### Tätorter i kommunen 1960
| Tätort    | Folkmängd |
| --------- | --------- |
| Hoting    | 945       |
| Norråker  | 289a      |
| Kyrktåsjö | 228       |

Tätortsgraden i kommunen var den 1 november 1960 34,3 procent.

## Politik

### Mandatfördelning i valen 1938-1962
|  | 16 |  | 5 | 2 |

| 24 |

| 2 | 16 | 5 | 2 |

| 25 |

| 4 | 14 |  | 6 |

| 24 |

| 3 | 20 | 8 | 3 |  |

| 31 |

| 3 | 21 | 7 | 2 | 2 |

| 32 |

| 3 | 21 | 7 |  | 3 |

| 31 |

| 3 | 21 | 7 |  | 3 |

| 31 |